# Lone Star Ranger
Pour les articles homonymes, voir The Lone Star Ranger.
Pour plus de détails, voir Fiche technique et Distribution.
Lone Star Ranger  est un film américain réalisé par James Tinling, sorti en 1942.
Il s'agit de la quatrième adaptation du roman éponyme de Zane Grey, publié en 1915 par Harper & Brothers — après le film The Lone Star Ranger, réalisé par J. Gordon Edwards, avec William Farnum et Louise Lovely, sorti en 1919, The Lone Star Ranger (en), réalisé par Lambert Hillyer, avec Tom Mix et Billie Dove, sorti en 1923, et The Lone Star Ranger (en), réalisé par A.F. Erickson, avec George O'Brien et Sue Carol, sorti en 1930.

## Synopsis
Buck Duane (John Kimbrough) est le fils d'un célèbre hors-la-loi. Bien qu'un hors-la-loi ne soit pas toujours un criminel, si les Rangers disent qu'il est un hors-la-loi, c'est tout aussi grave — et il devient un homme traqué. Après avoir tué un homme alors qu'il était en état de légitime défense, Duane est obligé de se cacher. Il se réfugie dans la cachette des hors-la-loi, où il rencontre une belle jeune femme kidnappée et désire la voir libre ...

## Fiche technique
- Titre : Lone Star Ranger
- Réalisation : James Tinling
- Assistant-réalisateur : Samuel Schneider
- Scénario : Irving Cummings Jr. (en), William Conselman Jr., George Kane d'après le roman éponyme de Zane Grey
- Photographie : Lucien N. Andriot
- Montage :  Nick DeMaggio
- Musique : Cyril J. Mockridge
- Directeur musical : Emil Newman
- Orchestrateur : Edward B. Powell
- Direction artistique : Richard Day, Chester Gore
- Décors : Thomas Little
- Costumes : Herschel McCoy
- Son :  W.D. Flick, Harry M. Leonard
- Cascades : Matty Roubert, Tom Steele
- Producteur exécutif : Sol M. Wurtzel
- Directeur de production : William Koenig
- Société de production : Twentieth Century Fox
- Société de distribution : Twentieth Century Fox
- Pays de production :  États-Unis
- Langue : Anglais américain
- Format : Noir et blanc — 35 mm — 1,37:1 — Son : Mono (RCA Sound System)
- Genre : Film dramatique, Film d'aventure, Film d'action, Western
- Durée : 58 minutes
- Date de sortie : 
  - États-Unis : 20 mars 1942

## Distribution
- John Kimbrough : Buck Duane
- Sheila Ryan : Barbara Longstreth
- Jonathan Hale : le judge Longstreth
- William Farnum : Major McNeil
- Truman Bradley (en) : Phil Lawson
- George E. Stone : Euchre
- Russell Simpson : Tom Duane
- Dorothy Burgess : Trixie
- Tom Fadden : Sam
- Fred Kohler Jr. (en) : Red [Morgan]
- Eddy Waller : Clem Mitchell
- Harry Hayden : le shérif
- George Melford : Jim Hardin
- Tom London : le fabricant et vendeur de flèches
- Eva Puig (en) : Maria
- Jeff Corey : un commis
- Robert Homans : un barman
- Herbert Ashley : un barman
- Alec Craig : Mr. Strong
- Almira Sessions : Mme Strong
- Syd Saylor : le réceptionniste de l'hôtel